# Oscar Hijuelos
Oscar Jerome Hijuelos (ur. 24 sierpnia 1951 w Nowym Jorku, zm. 12 października 2013 tamże) – amerykański pisarz pochodzenia kubańskiego.

## Życiorys
Studiował w City College of New York, gdzie uzyskał stopnie B.A. (w 1975) i M.A. (w 1976). W 1990 otrzymał Nagrodę Pulitzera za książkę Mambo Kings śpiewają o miłości wydaną w 1989. Mieszkał w Nowym Jorku.

## Najważniejsze dzieła
- Our House in the Last World (1983)
- The Mambo Kings Play Songs of Love (1989), pol.: Mambo Kings śpiewają o miłości, tłum. Michał Wroczyński (1999)[1]
- The Fourteen Sisters of Emilio Montez O'Brien (1993)
- Mr. Ives' Christmas (1995)
- Empress of the Splendid Season (1999)
- A Simple Habana Melody (2002)
- Beautiful Maria of My Soul (2010), pol.: Piękna María, zwierciadło mojej duszy, tłum. Magdalena Słysz (2012)[2]